# Stockholm City (pendeltågsstation)
Stockholm City är en järnvägsstation för Stockholms pendeltåg som byggdes inom ramen för Citybanan under T-Centralen i centrala Stockholm. Arbetet med stationen, som är en del av pendeltågstunneln Citybanan, påbörjades 2009 med trafikstart 10 juli 2017. Stationen ligger inom Norrströmstunneln, bergtunneln mellan Riddarholmen och området Kungsgatan.

## Byggprojektet
Stationen togs i bruk den 10 juli 2017 och ersatte då Stockholms central för pendeltågen. Den har två plattformar med fyra spår och uppgångar mot Centralplan vid Scandic Continental i fastigheten Orgelpipan 6 och Vasaplan framför Arlanda Express. Plattformarna är 255 meter långa och ligger cirka 40–44 meter under gatunivå och 12 meter under plattformen för tunnelbanans blå linje. Det finns 1 kilometer plattformsväggar av glas och dessutom 44 rulltrappor, 17 hissar samt flera trappor att sammanlänka stationen med befintliga stationer för tunnelbana och tåg.
För att kunna genomföra dessa omfattande arbeten stängdes tunnelbanans blå linje mellan Rådhuset och Kungsträdgården vid tre tillfällen, 2009, 2011 och 2012, i tre månader varje gång. Blå linjens perrong på T-centralen kopplades till den nya stationen som ligger cirka 15 meter lägre. I samband med det sänktes (handikappanpassades) blå linjens spår i förhållande till perrongen och de kända väggmålningarna av Per Olov Ultvedt restaurerades efter alla ingrepp.
Entreprenör för tunnel- och stationsbygget var NCC Construction Sverige och i deras uppdrag ingick även anläggningsarbetena av själva stationen “Stockholm City”. Stationen består av två stationstunnlar, två perronger och fyra spår. I arbetet ingick också tre uppgångar till markytan samt anslutningar till alla tre tunnelbanelinjerna. Uppdragsgivare var Trafikverket och ordervärdet uppgick till cirka 1600 MSEK.

## Historia i trafik
Stationen blev efter öppning 10 juli 2017 Sveriges mest trafikerade, både i antal stannande tåg och antal på- och avstigande passagerare.[källa behövs]
Den 13 juli 2018 stängdes stationen för all på- och avstigning, eftersom man hittade säkerhetsfel i flera av rulltrapporna, det efter att en av dem glidit baklänges då den skulle gå uppåt. Eftersom säkerhetsgodkännandet för utrymning förutsätter att de flesta rulltrappor rullar, så drogs tillståndet tillbaka. Pendeltågen fick passera utan att stanna.  Den 27 juli (efter 14 dagars stängning) öppnades stationen igen efter att alla 50 rulltrappor kontrollerats och ett mindre antal låsts. I de senare kunde man gå utan att de rullade.

## Stationsnamnet
Trafikverket och Storstockholms Lokaltrafik bestämde namnet till Stockholm City. Det fanns även förslag på att kalla stationen Klara eller Stockholm Klara, med koppling till Klarakvarteren och Klara kyrka, något som Stockholms kulturförvaltning och stadens skönhetsråd ställde sig bakom. Ett annat förslag var T-Centralen (för både pendeltågsstationen och tunnelbanestationen) eftersom de ligger ovanför varandra och T-Centralens entré ska användas, men det avvisades då man ville hålla isär trafikslagen. Vid remissrundorna inför stationens byggande, önskade räddningstjänsten ett separat namn på stationen, så att räddningstjänst och polis snabbt ska kunna orientera sig i de många olika utrymmen som komplexet station Stockholm City/T-Centralen/Stockholms Central utgör. Av detta skäl har även de olika hallarna i stationen specifika namn, och dessa finns alltid anslagna på väggarna i respektive utrymme.

## Konstnärlig utsmyckning
På stationen finns åtta konstverk av Astrid Sylwans Skies, Karin Törnells Andetag och Fotfäste, Peter Svedbergs Stad, Träd och Äng, Juri Markkulas La Divina Commedia, Åsa Lindströms Vardagens sal, Lars Arrhenius Cuckoo clock, Mikael Paulis Moaritisk absorbent och Karin Lindhs Pendlarkatedralen.

## Galleri

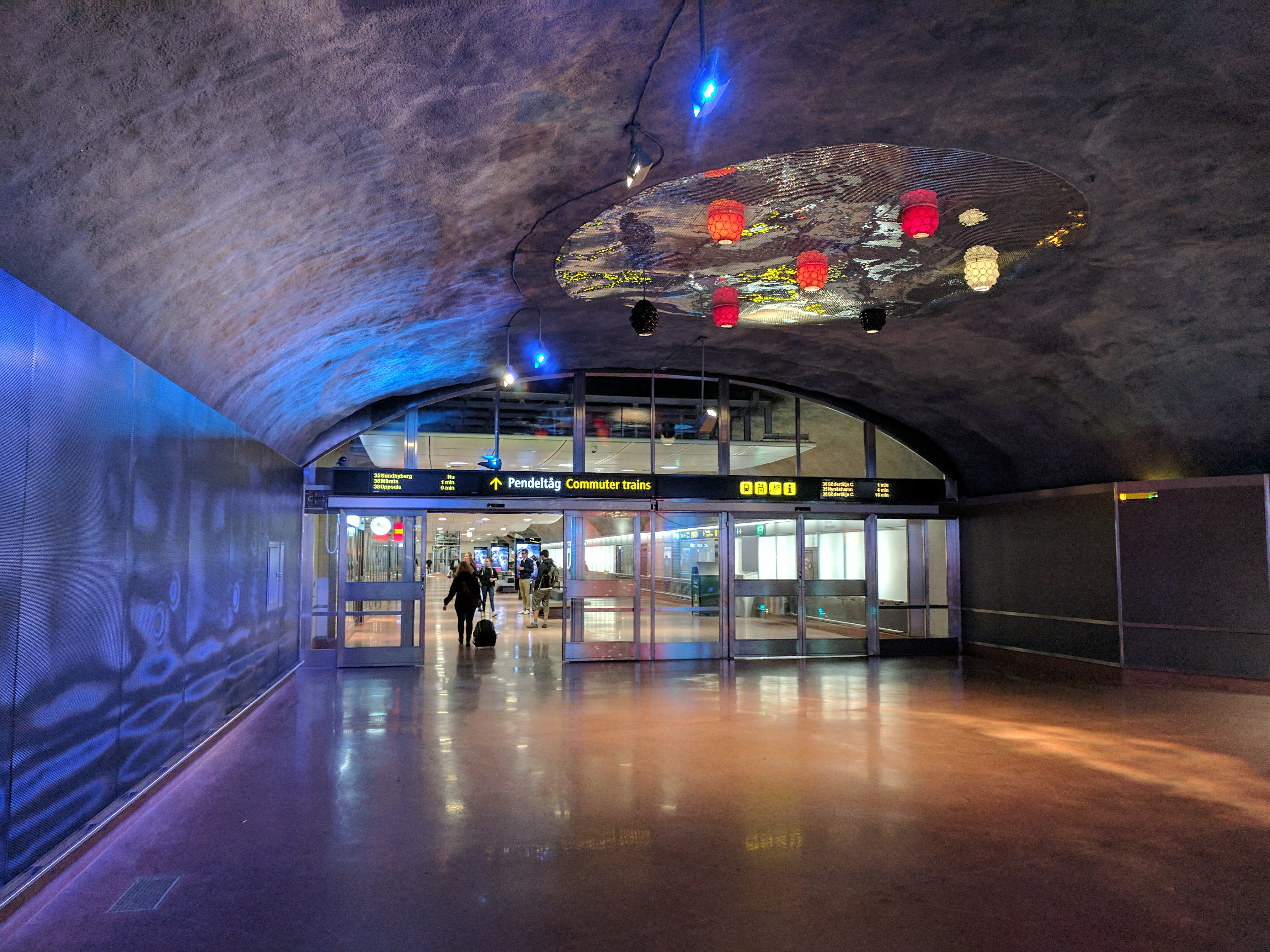
Ingång till centrala mellanplanet från tunnelbanan.
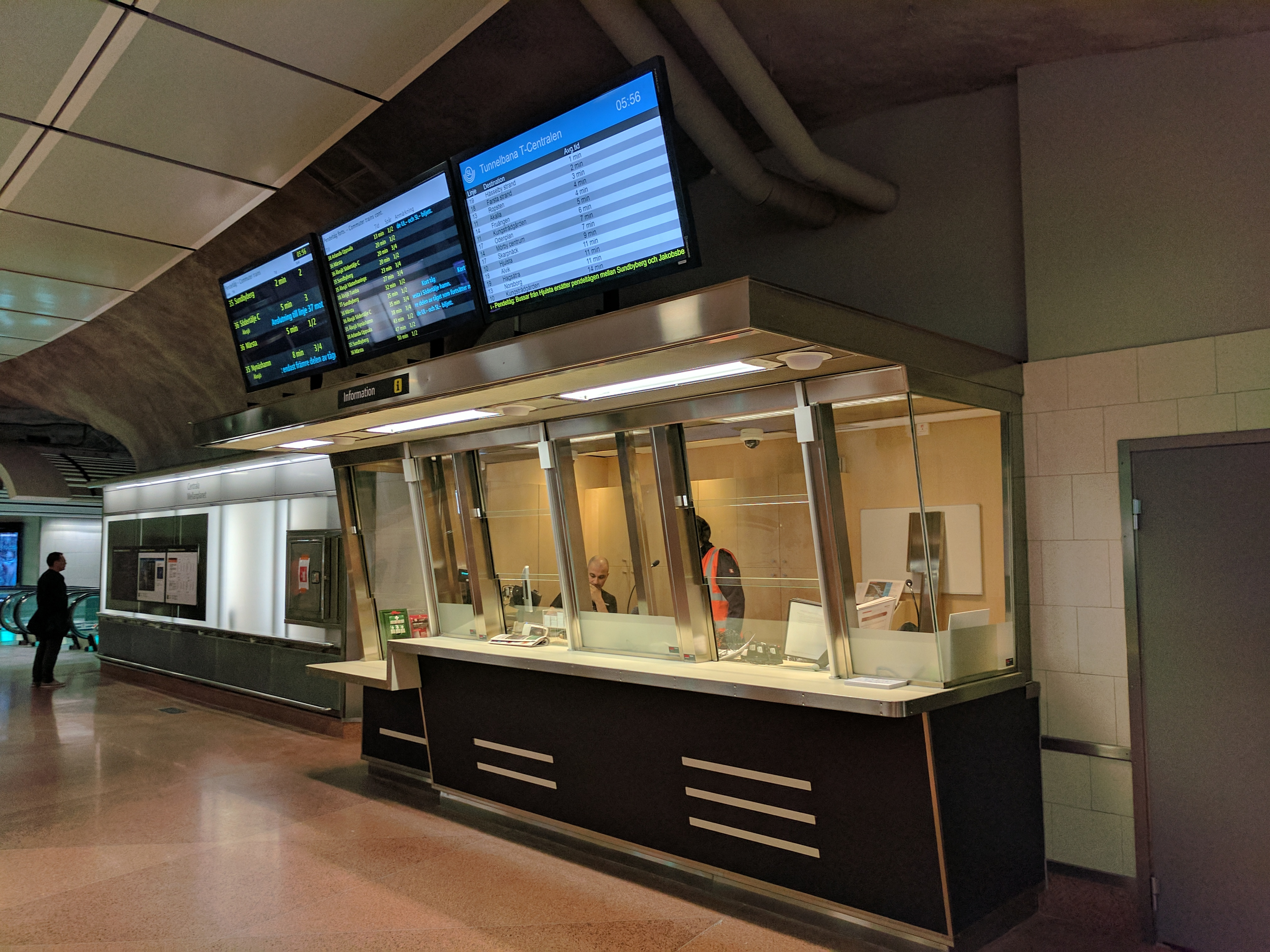
Informationskur.
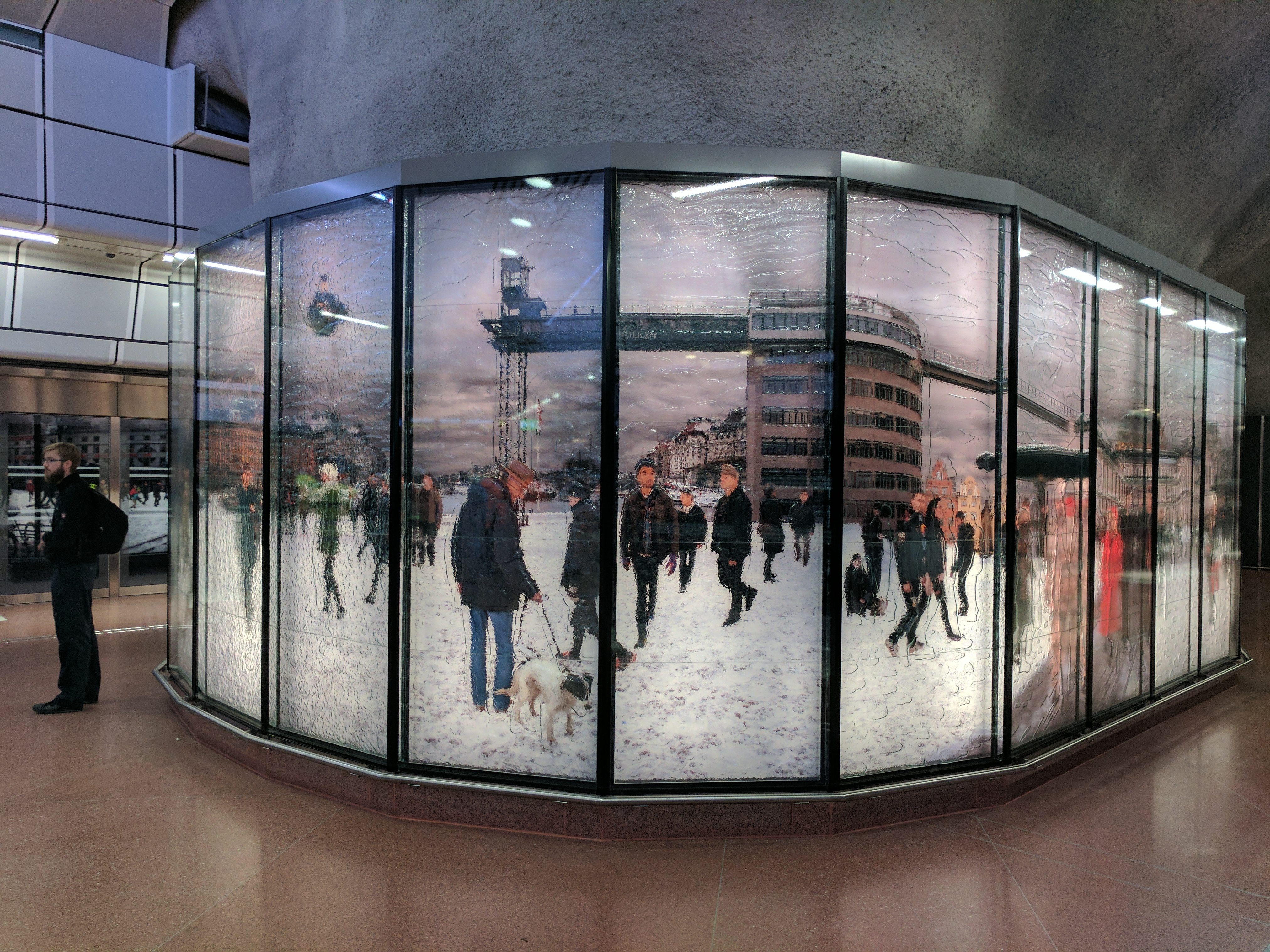
Konstverk av Peter Svedberg på perrongen.
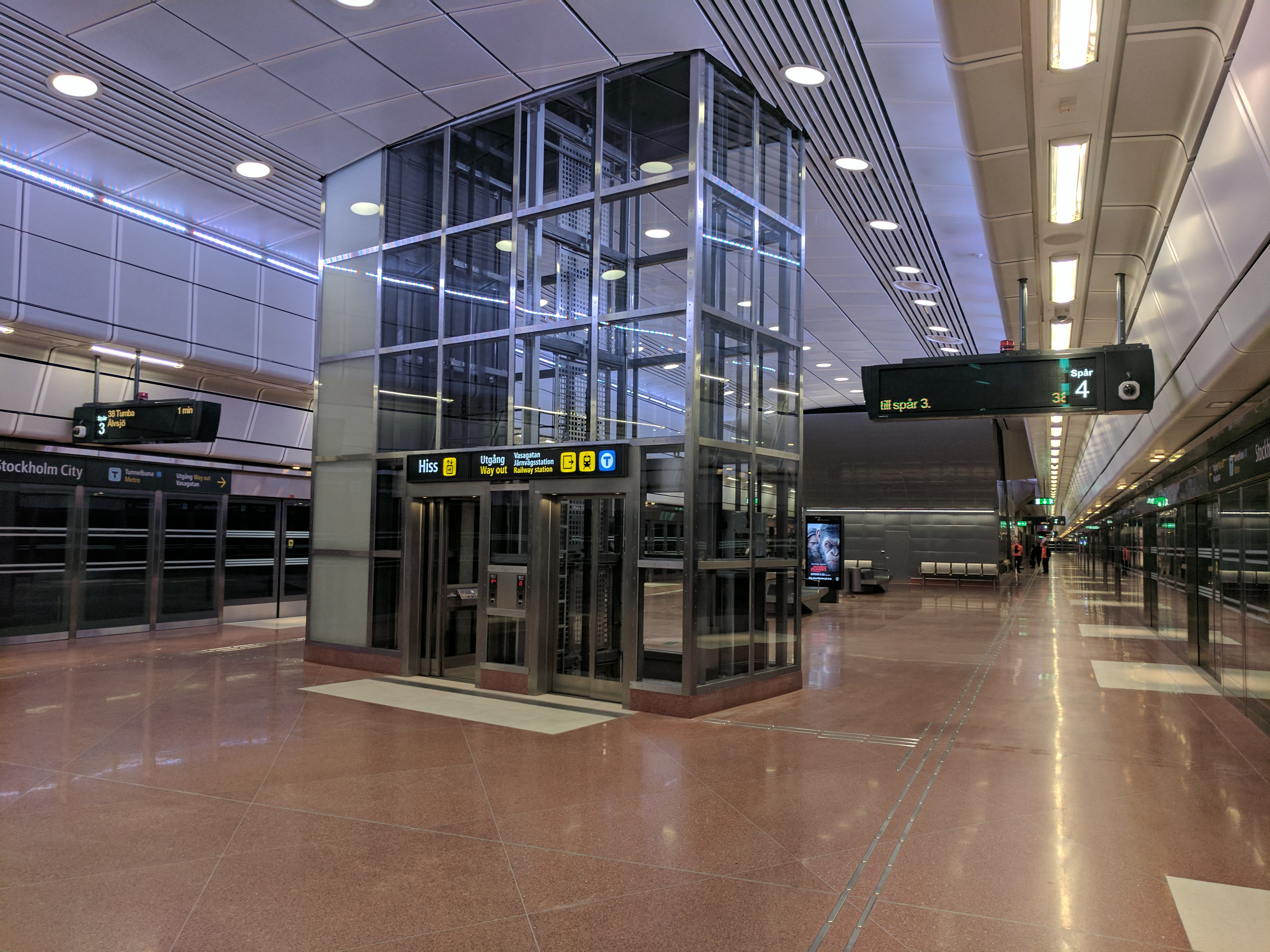
Hiss på perrongen.
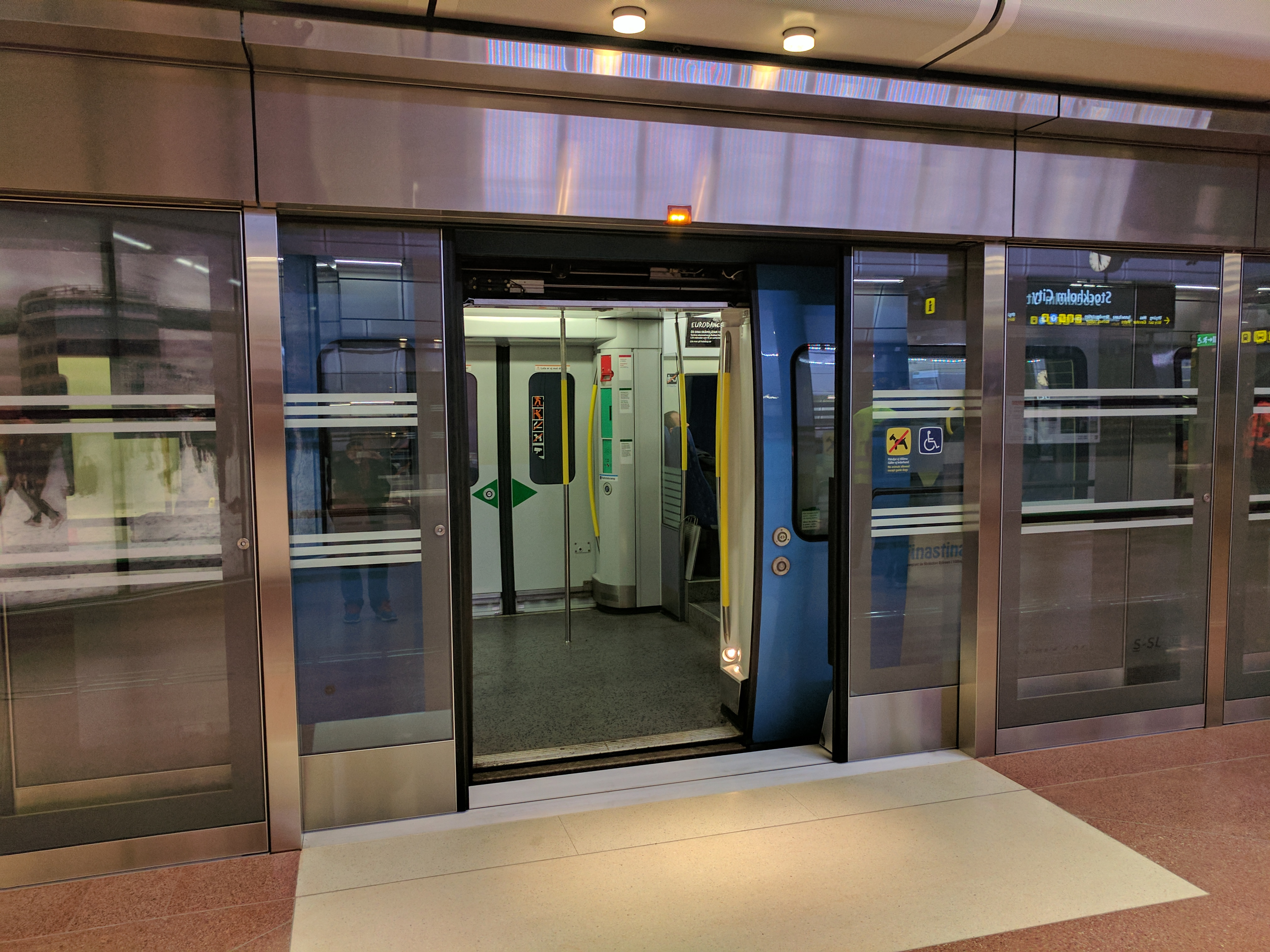
Glasdörr mellan vagn och perrong.
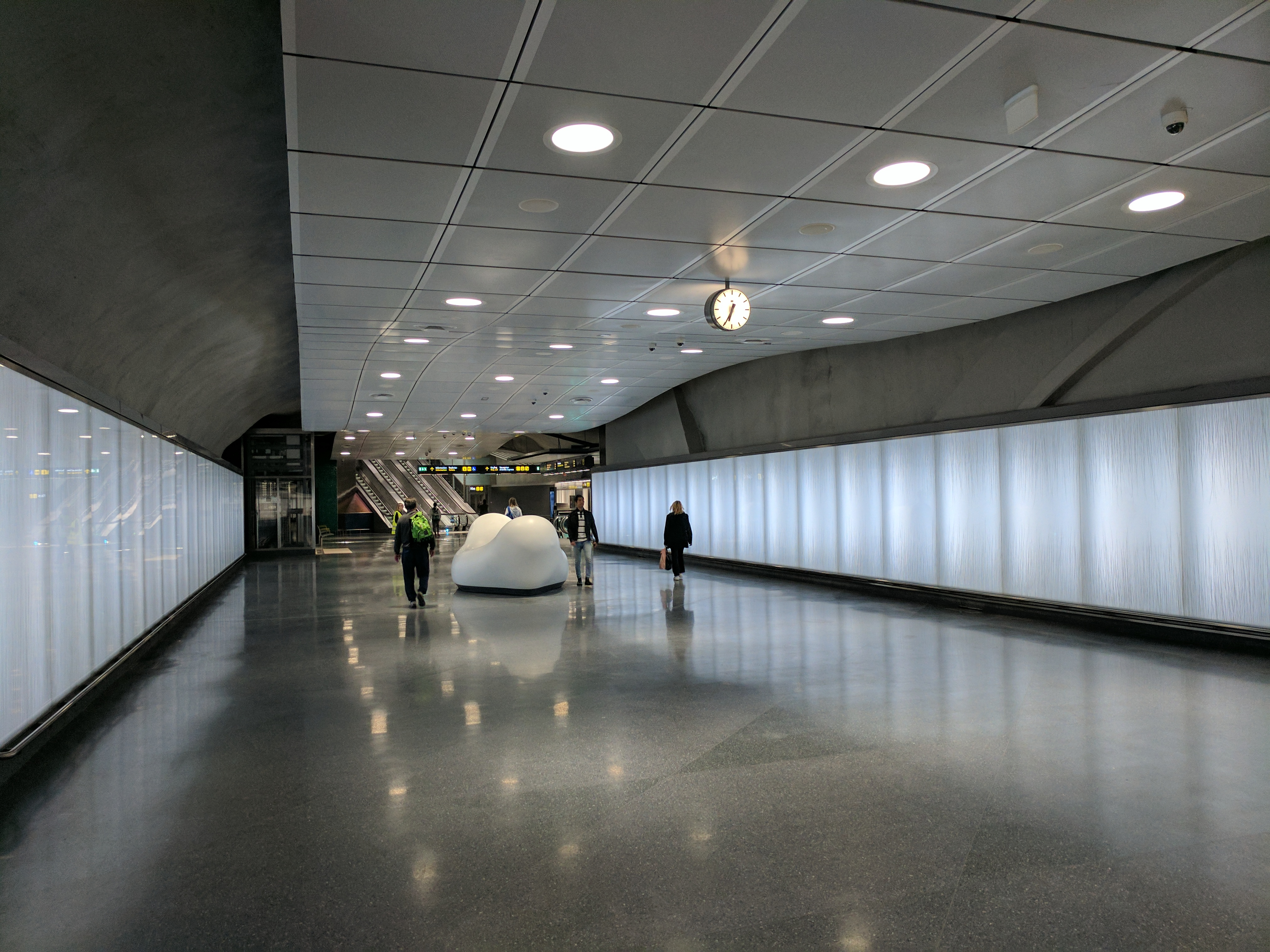
Norra mellanplanet vid t-banans blå linje.
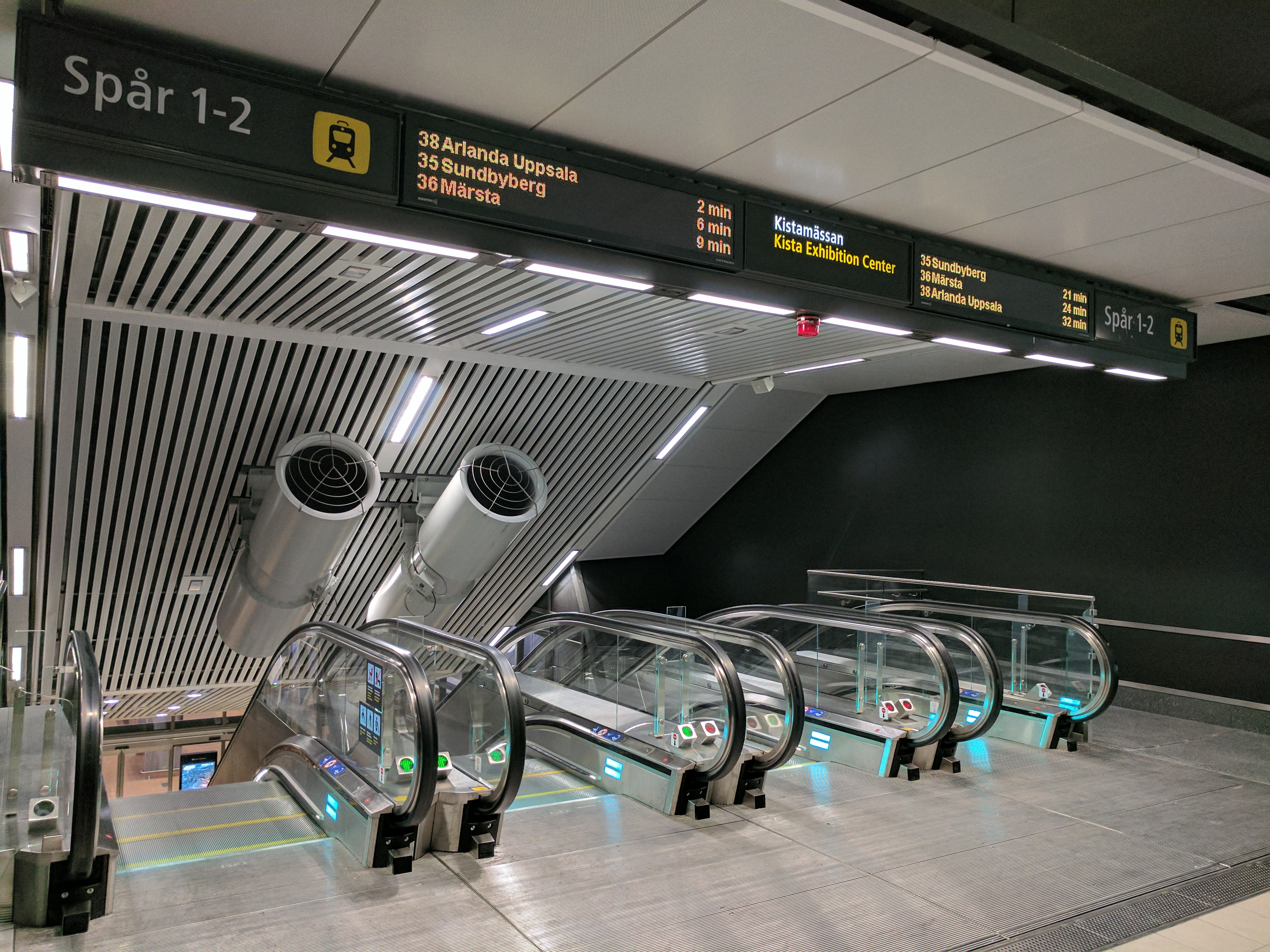
Rulltrappor till spår 1–2.
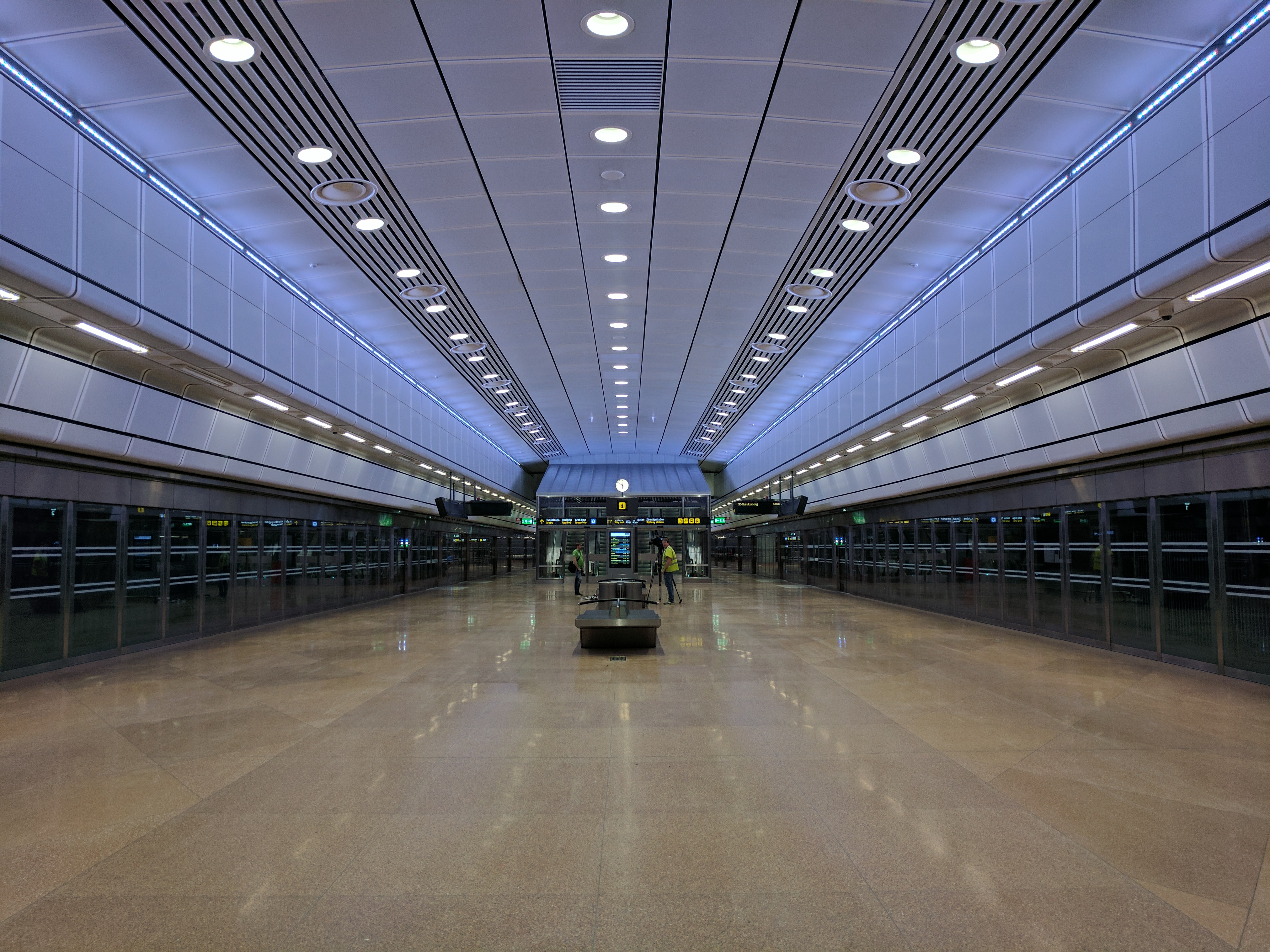
Spår 1–2.
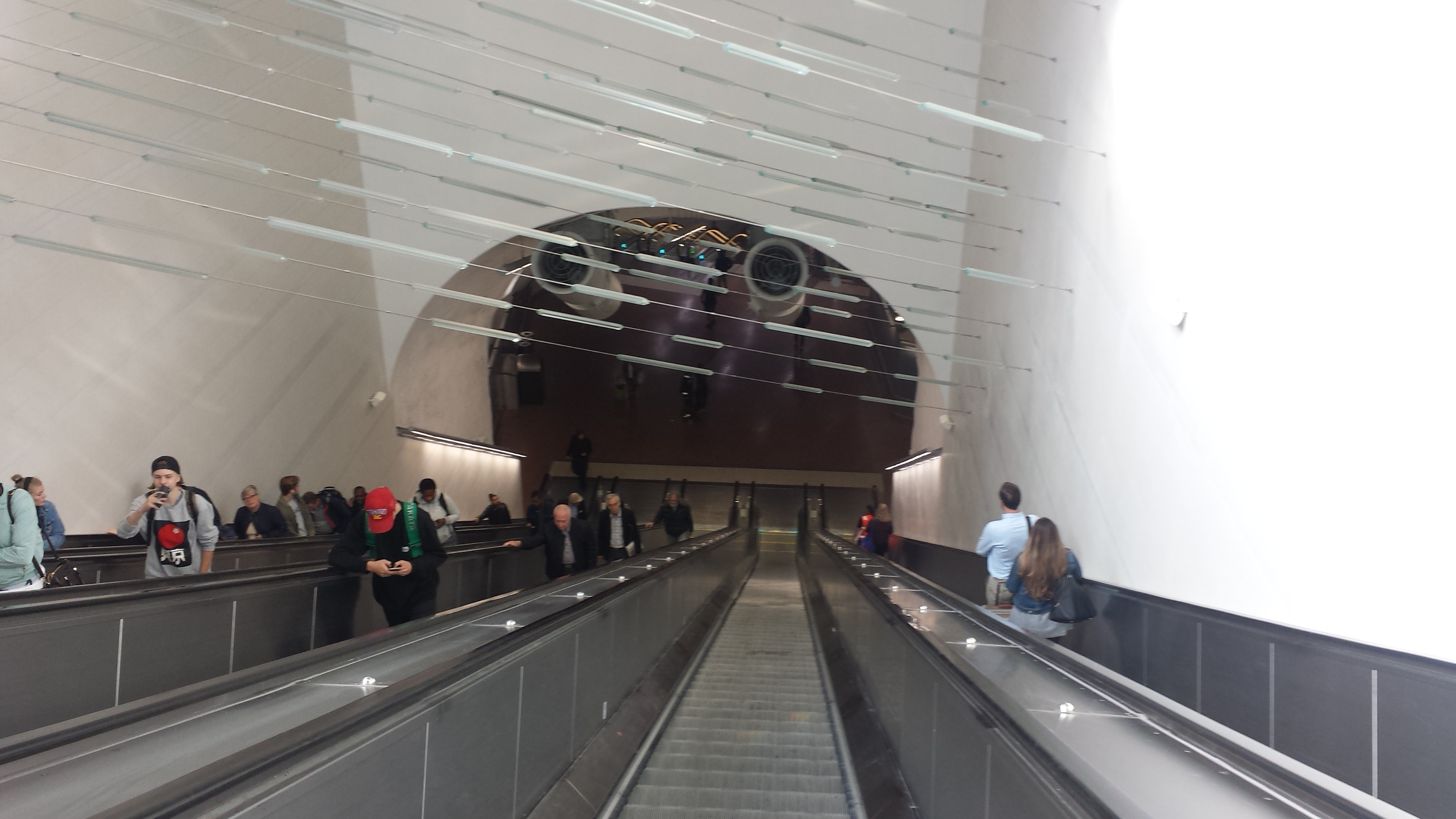
Rulltrappor från Stockholms centralstation och Hotel Continental.
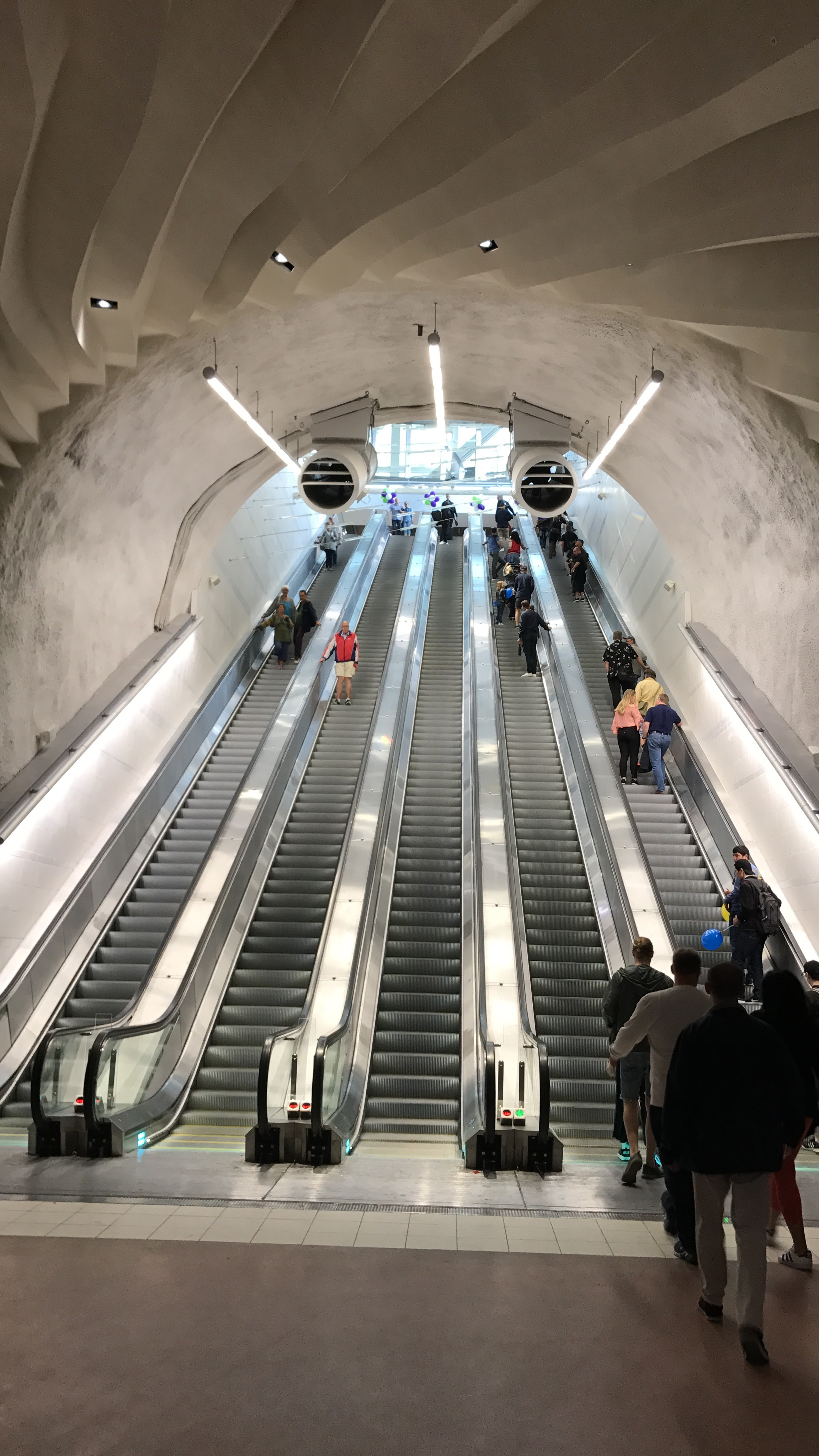
Mot Stockholms centralstation.